# Adam Asnyk
Adam Asnyk (n. 11 septembrie 1838, Kalisz, Imperiul Rus – d. 2 august 1897, Cracovia, Austro-Ungaria) a fost poet și dramaturg polonez.

## Opera
- 1864 – 1865: Visul mormintelor („Sen grobów”);
- 1869: Ramura de heliotrop („Galązka heliotropu”);
- 1874: Cola Rienzi („Cola Rienzi”);
- 1878: În Tatra („W Tatrah”);
- 1886 – 1894: Deasupra abisurilor („Nad głębiami”).